# Ausztria a 2020. évi nyári olimpiai játékokon
Ausztria a japán Tokióban megrendezett 2020. évi nyári olimpiai játékok egyik részt vevő nemzete. Az országot 20 sportágban 75 sportoló képviselte, akik összesen 7 érmet szereztek.

## Érmesek
| Érem  | Versenyző           | Sportág      | Versenyszám         |
| ----- | ------------------- | ------------ | ------------------- |
| Arany | Anna Kiesenhofer    | Kerékpározás | Női mezőnyverseny   |
| Ezüst | Michaela Polleres   | Cselgáncs    | Női középsúly       |
| Bronz | Shamil Borchashvili | Cselgáncs    | Férfi váltósúly     |
| Bronz | Magdalena Lobnig    | Evezés       | Női egypárevezős    |
| Bronz | Lukas Weißhaidinger | Atlétika     | Férfi diszkoszvetés |
| Bronz | Bettina Plank       | Karate       | Női 55 kg           |
| Bronz | Jakob Schubert      | Sportmászás  | Férfi egyéni        |

## Asztalitenisz

### Férfi
| Versenyző       | Versenyszám | 64-es főtábla | 48-as főtábla | 32-es főtábla       | Nyolcaddöntő      | Negyeddöntő | Elődöntő | Döntő   | Helyezés |
| --------------- | ----------- | ------------- | ------------- | ------------------- | ----------------- | ----------- | -------- | ------- | -------- |
| Robert Gardos   | Egyes       |               |               | Drinkhall (GBR) 1-4 | kiesett           | kiesett     | kiesett  | kiesett | kiesett  |
| Daniel Habesohn | Egyes       |               |               | Chew (SGP) 4-1      | Freitas (POR) 3-4 | kiesett     | kiesett  | kiesett | kiesett  |

### Női
| Versenyző                        | Versenyszám | Selejtező      | 64-es főtábla      | 48-as főtábla        | 32-es főtábla   | Nyolcaddöntő           | Negyeddöntő | Elődöntő | Döntő   | Helyezés |
| -------------------------------- | ----------- | -------------- | ------------------ | -------------------- | --------------- | ---------------------- | ----------- | -------- | ------- | -------- |
| Sofia Polcanova                  | Egyes       |                |                    |                      | Batra (IND) 4-0 | Isikava (JPN) 0-4      | kiesett     | kiesett  | kiesett | kiesett  |
| Liu Jia                          | Egyes       | Zaza (SYR) 4-0 | Haponova (UKR) 4-2 | Mikhajlova (ROC) 4-3 | Díaz (PUR) 4-0  | Jeon Dzsi-He (KOR) 1-4 | kiesett     | kiesett  | kiesett | kiesett  |
| Sofia Polcanova Liu Jia Liu Jüan | Csapat      |                |                    |                      |                 | Kína (CHN) 0-3         | kiesett     | kiesett  | kiesett | kiesett  |

### Vegyes
| Versenyző                     | Versenyszám  | Nyolcaddöntő           | Negyeddöntő | Elődöntő | Döntő   | Helyezés |
| ----------------------------- | ------------ | ---------------------- | ----------- | -------- | ------- | -------- |
| Stefan Fegerl Sofia Polcanova | Vegyes páros | Mizutani/Ito (JPN) 1-4 | kiesett     | kiesett  | kiesett | kiesett  |

## Atlétika

### Férfi
| Versenyző       | Versenyszám | Előfutam | Előfutam | Előfutam | Elődöntő | Elődöntő | Elődöntő | Döntő         | Döntő         |
| Versenyző       | Versenyszám | Idő      | Hely.    | Össz.    | Idő      | Hely.    | Össz.    | Idő           | Helyezés      |
| --------------- | ----------- | -------- | -------- | -------- | -------- | -------- | -------- | ------------- | ------------- |
| Peter Herzog    | Maraton     |          |          |          |          |          |          | 2:22:15       | 61.           |
| Lemawork Ketema | Maraton     |          |          |          |          |          |          | nem ért célba | nem ért célba |

| Versenyző           | Versenyszám   | Selejtező | Selejtező | Döntő    | Döntő    |
| Versenyző           | Versenyszám   | Eredmény  | Helyezés  | Eredmény | Helyezés |
| ------------------- | ------------- | --------- | --------- | -------- | -------- |
| Lukas Weißhaidinger | Diszkoszvetés | 64,77 m   | 5.        | 67,07 m  | Bronz    |

### Női
| Versenyző     | Versenyszám | Előfutam | Előfutam | Elődöntő | Elődöntő | Döntő   | Döntő    |
| Versenyző     | Versenyszám | Idő      | Hely.    | Idő      | Hely.    | Idő     | Helyezés |
| ------------- | ----------- | -------- | -------- | -------- | -------- | ------- | -------- |
| Susanne Walli | 400 m       | 52,19    | 3        | 51,52    | 6.       | kiesett | kiesett  |

| Versenyző       | Versenyszám   | Selejtező | Selejtező | Döntő    | Döntő    |
| Versenyző       | Versenyszám   | Eredmény  | Helyezés  | Eredmény | Helyezés |
| --------------- | ------------- | --------- | --------- | -------- | -------- |
| Victoria Hudson | Gerelyhajítás | 58,60     | 21.       | kiesett  | kiesett  |

| Versenyző      | Versenyszám | 100 m gát | 100 m gát | Magasugrás | Magasugrás | Súlylökés | Súlylökés | 200 m | 200 m | Távolugrás | Távolugrás | Gerelyhajítás | Gerelyhajítás | 800 m   | 800 m | Végeredmény | Végeredmény |
| Versenyző      | Versenyszám | Idő       | Pont      | Eredmény   | Pont       | Eredmény  | Pont      | Idő   | Pont  | Eredmény   | Pont       | Eredmény      | Pont          | Idő     | Pont  | Pont        | Helyezés    |
| -------------- | ----------- | --------- | --------- | ---------- | ---------- | --------- | --------- | ----- | ----- | ---------- | ---------- | ------------- | ------------- | ------- | ----- | ----------- | ----------- |
| Ivona Dadic    | Hétpróba    | 13,61     | 1034      | 183 cm     | 1016       | 14,1 m    | 801       | 24,33 | 949   | 611 cm     | 883        | 48,4 m        | 829           | 2:15,10 | 891   | 6403        | 8.          |
| Verena Preiner | Hétpróba    | 13,65     | 1028      | 177 cm     | 941        | 13,59 m   | 767       | 24,55 | 929   | 612 cm     | 887        | 44,95 m       | 763           | 2:07,92 | 995   | 6310        | 11.         |

## Cselgáncs

### Férfi
| Versenyző           | Versenyszám | 32-es főtábla        | Nyolcaddöntő     | Negyeddöntő           | Elődöntő            | Vigaszág elődöntő | Bronz- mérkőzés    | Döntő   | Helyezés |
| ------------------- | ----------- | -------------------- | ---------------- | --------------------- | ------------------- | ----------------- | ------------------ | ------- | -------- |
| Shamil Borchashvili | Váltósúly   | Egutidze (POR) 01-00 | Muki (ISR) 01-00 | Boltaboev (UZB) 01-00 | Mollaei (MGL) 00-10 |                   | Ressel (GER) 10-00 | Bronz   | Bronz    |
| Stephan Hegyi       | Nehézsúly   | Riner (FRA) 00-10    | kiesett          | kiesett               | kiesett             | kiesett           | kiesett            | kiesett | kiesett  |

### Női
| Versenyző           | Versenyszám  | 32-es főtábla        | Nyolcaddöntő                  | Negyeddöntő       | Elődöntő              | Vigaszág elődöntő | Bronz- mérkőzés | Döntő            | Helyezés |
| ------------------- | ------------ | -------------------- | ----------------------------- | ----------------- | --------------------- | ----------------- | --------------- | ---------------- | -------- |
| Sabrina Filzmoser   | Könnyűsúly   | Verhagen (NED) 00-10 | kiesett                       | kiesett           | kiesett               | kiesett           | kiesett         | kiesett          | kiesett  |
| Magdalena Krssakova | Váltósúly    | Jang (CHN) 10-00     | Beauchemin-Pinard (CAN) 00-10 | kiesett           | kiesett               | kiesett           | kiesett         | kiesett          | kiesett  |
| Michaela Polleres   | Középsúly    | Fletcher (IRL) 01-00 | Kim (KOR) 01-00               | Matić (CRO) 01-00 | van Dijke (NED) 01-00 |                   |                 | Arai (JPN) 00-01 | Ezüst    |
| Bernadette Graf     | Félnehézsúly | Ma (CHN) 10-00       | Malonga (FRA) 00-11           | kiesett           | kiesett               | kiesett           | kiesett         | kiesett          | kiesett  |

## Evezés
| Versenyző                            | Versenyszám                  | Előfutam | Előfutam | Vigaszág | Vigaszág | Negyeddöntő | Negyeddöntő | Elődöntő | Elődöntő | Elődöntő | Döntő | Döntő   | Döntő | Helyezés |
| Versenyző                            | Versenyszám                  | Idő      | Hely.    | Idő      | Hely.    | Idő         | Hely.       | Típus    | Idő      | Hely.    | Típus | Idő     | Hely. | Helyezés |
| ------------------------------------ | ---------------------------- | -------- | -------- | -------- | -------- | ----------- | ----------- | -------- | -------- | -------- | ----- | ------- | ----- | -------- |
| Magdalena Lobnig                     | Női egypárevezős             | 7:37,91  | 1.       |          |          | 7:58,20     | 1.          | A/B      | 7:25,59  | 3.       | A     | 7:19,72 | 3.    | Bronz    |
| Louisa Altenhuber Valentina Cavallar | Női könnyűsúlyú kétpárevezős | 7:26,22  | 5.       | 7:42,31  | 4.       |             |             |          |          |          | C     | 7:15,25 | 2.    | 14.      |

## Golf
| Versenyző       | Versenyszám  | 1. forduló | 2. forduló | 3. forduló | 4. forduló | Összesítve | Összesítve |
| Versenyző       | Versenyszám  | Pontszám   | Pontszám   | Pontszám   | Pontszám   | Pontszám   | Helyezés   |
| --------------- | ------------ | ---------- | ---------- | ---------- | ---------- | ---------- | ---------- |
| Matthias Schwab | Férfi egyéni | 69         | 69         | 70         | 67         | 275        | 27.        |
| Sepp Straka     | Férfi egyéni | 63         | 71         | 68         | 68         | 270        | 10.        |
| Christine Wolf  | Női egyéni   | 71         | 72         | 81         | 73         | 297        | 56.        |

## Gördeszkázás
| Versenyző       | Versenyszám      | Selejtező | Selejtező | Döntő    | Döntő   |
| Versenyző       | Versenyszám      | Eredmény  | Hely      | Eredmény | Hely    |
| --------------- | ---------------- | --------- | --------- | -------- | ------- |
| Julia Brueckler | Női egyéni utcai | 5,10      | 18.       | kiesett  | kiesett |

## Kajak-kenu

### Szlalom

#### Férfi
| Versenyző       | Versenyszám | Selejtező | Selejtező | Selejtező | Selejtező | Selejtező     | Selejtező     | Elődöntő | Elődöntő | Döntő | Döntő    |
| Versenyző       | Versenyszám | 1. futam  | 1. futam  | 2. futam  | 2. futam  | Jobb eredmény | Jobb eredmény | Elődöntő | Elődöntő | Döntő | Döntő    |
| Versenyző       | Versenyszám | Pont      | Hely.     | Pont      | Hely.     | Pont          | Hely.         | Pont     | Hely.    | Pont  | Helyezés |
| --------------- | ----------- | --------- | --------- | --------- | --------- | ------------- | ------------- | -------- | -------- | ----- | -------- |
| Felix Oschmautz | K-1         | 94,10     | 8         | 92,18     | 7         | 92,18         | 7             | 98,42    | 9        | 98,79 | 4        |

#### Női
| Versenyző           | Versenyszám | Selejtező | Selejtező | Selejtező | Selejtező | Selejtező     | Selejtező     | Elődöntő | Elődöntő | Döntő   | Döntő    |
| Versenyző           | Versenyszám | 1. futam  | 1. futam  | 2. futam  | 2. futam  | Jobb eredmény | Jobb eredmény | Elődöntő | Elődöntő | Döntő   | Döntő    |
| Versenyző           | Versenyszám | Pont      | Hely.     | Pont      | Hely.     | Pont          | Hely.         | Pont     | Hely.    | Pont    | Helyezés |
| ------------------- | ----------- | --------- | --------- | --------- | --------- | ------------- | ------------- | -------- | -------- | ------- | -------- |
| Nadine Weratschnig  | C-1         | 112,47    | 4         | 115,56    | 10        | 112,47        | 6             | 119,69   | 7        | 119,41  | 5        |
| Viktoria Wolffhardt | K-1         | 114,63    | 14        | 112,28    | 15        | 112,28        | 16            | 112,11   | 11       | kiesett | kiesett  |

## Karate
| Versenyző     | Versenyszám | Csoportkör                                                                  | Hely | Elődöntő           | Döntő   | Helyezés |
| ------------- | ----------- | --------------------------------------------------------------------------- | ---- | ------------------ | ------- | -------- |
| Bettina Plank | Női 55 kg   | Mijahara (JPN) 2-6 Zsangbirbaj (KAZ) 4-3 Terljuha (UKR) 0-0 Sayed (EGY) 3-1 | 2.   | Goranova (BUL) 3-4 | kiesett | Bronz    |

## Kerékpározás

### Országúti

#### Férfi
| Versenyző           | Versenyszám     | Idő        | Helyezés |
| ------------------- | --------------- | ---------- | -------- |
| Patrick Konrad      | Egyéni időfutam | 1:02:05,08 | 31.      |
| Patrick Konrad      | Mezőnyverseny   | 6:09:04    | 18.      |
| Gregor Mühlberger   | Mezőnyverseny   | 6:21:46    | 70.      |
| Hermann Pernsteiner | Mezőnyverseny   | 6:13:17    | 30.      |

#### Női
| Versenyző        | Versenyszám   | Idő     | Helyezés |
| ---------------- | ------------- | ------- | -------- |
| Anna Kiesenhofer | Mezőnyverseny | 3:52:45 | Arany    |

### Hegyi-kerékpározás
| Versenyző        | Versenyszám | Idő           | Helyezés      |
| ---------------- | ----------- | ------------- | ------------- |
| Maximilian Foidl | Férfi       | 1:28:45       | 17            |
| Laura Stigger    | Női         | nem ért célba | nem ért célba |

### Pálya-kerékpározás
| Versenyző      | Versenyszám  | 15 km-es scratch | 4 km-es egyéni üldözőverseny | Kieséses verseny | 30 km-es pontverseny | 30 km-es pontverseny | Összesítés | Összesítés |
| Versenyző      | Versenyszám  | Hely.            | Hely.                        | Hely.            | Pont                 | Hely.                | Pont       | Helyezés   |
| -------------- | ------------ | ---------------- | ---------------------------- | ---------------- | -------------------- | -------------------- | ---------- | ---------- |
| Andreas Müller | Férfi omnium | 19.              | 19.                          | 20.              | kiesett              | kiesett              | 10         | 18.        |

| Versenyző                   | Versenyszám   | Pont          | Kör           | Helyezés      |
| --------------------------- | ------------- | ------------- | ------------- | ------------- |
| Andreas Müller Andreas Graf | Férfi madison | nem ért célba | nem ért célba | nem ért célba |

## Lovaglás

### Díjlovaglás
| Versenyző                                              | Ló         | Versenyszám | 1. kör       | 1. kör       | 2. kör       | 2. kör       | 3. kör       | 3. kör       | Végeredmény  | Végeredmény  |
| Versenyző                                              | Ló         | Versenyszám | Pont         | Hely.        | Pont         | Hely.        | Pont         | Hely.        | Pont         | Helyezés     |
| ------------------------------------------------------ | ---------- | ----------- | ------------ | ------------ | ------------ | ------------ | ------------ | ------------ | ------------ | ------------ |
| Florian Bacher                                         | Fidertraum | Egyéni      | 69,813       | 30           |              |              | kiesett      | kiesett      | kiesett      | kiesett      |
| Victoria Max-Theurer                                   | Abegglen   | Egyéni      | visszalépett | visszalépett | kiesett      | kiesett      | kiesett      | kiesett      |              |              |
| Christian Schumach                                     | Te Quiero  | Egyéni      | 70,900       | 21           | kiesett      | kiesett      | kiesett      | kiesett      |              |              |
| Florian Bacher Victoria Max-Theurer Christian Schumach |            | Csapat      | visszalépett | visszalépett | visszalépett | visszalépett | visszalépett | visszalépett | visszalépett | visszalépett |

### Lovastusa
| Versenyző              | Ló            | Versenyszám | Díjlovaglás  | Díjlovaglás  | Tereplovaglás | Tereplovaglás | Tereplovaglás | Díjugratás   | Díjugratás   | Díjugratás   | Díjugratás   | Végeredmény  | Végeredmény  |
| Versenyző              | Ló            | Versenyszám | Díjlovaglás  | Díjlovaglás  | Tereplovaglás | Tereplovaglás | Tereplovaglás | Selejtező    | Selejtező    | Selejtező    | Döntő        | Végeredmény  | Végeredmény  |
| Versenyző              | Ló            | Versenyszám | Bünt.        | Hely.        | Bünt.         | Bünt. össz.   | Hely.         | Bünt.        | Bünt. össz.  | Hely.        | Bünt.        | Bünt.        | Helyezés     |
| ---------------------- | ------------- | ----------- | ------------ | ------------ | ------------- | ------------- | ------------- | ------------ | ------------ | ------------ | ------------ | ------------ | ------------ |
| Katrin Khoddam-Hazrati | Cosma         | Egyéni      | visszalépett | visszalépett | visszalépett  | visszalépett  | visszalépett  | visszalépett | visszalépett | visszalépett | visszalépett | visszalépett | visszalépett |
| Lea Siegl              | Fighting Line | Egyéni      | 32,60        | 28           | 2,40          | 35,00         | 16            | 4,00         | 39,00        | 17           | 8,00         | 47,00        | 15           |

## Öttusa
| Versenyző       | Versenyszám | Vívás (V) | Vívás (V) | Úszás   | Úszás | Úszás | Bónusz vívás (B) | Bónusz vívás (B) | Bónusz vívás (B) | Lovaglás | Lovaglás | Lovaglás | Lovaglás | Futás/Lövészet | Futás/Lövészet | Futás/Lövészet | Összesen    | Összesen |
| Versenyző       | Versenyszám | Eredmény  | Pont      | Idő     | Pont  | Hely. | Eredmény         | Pont             | V+B Hely.        | Idő      | Hibapont | Pont     | Hely.    | Idő            | Pont           | Hely.          | Összes pont | Helyezés |
| --------------- | ----------- | --------- | --------- | ------- | ----- | ----- | ---------------- | ---------------- | ---------------- | -------- | -------- | -------- | -------- | -------------- | -------------- | -------------- | ----------- | -------- |
| Gustav Gustenau | Férfi       | 18-17     | 210       | 1:56,93 | 317   | 4.    | 2-1              | 2                | 14.              | 80,11    | 0        | 300      | 1.       | 11:47,97       | 593            | 29.            | 1420        | 16.      |

## Sportlövészet
| Versenyző       | Versenyszám       | Selejtező | Selejtező | Döntő   | Döntő    |
| Versenyző       | Versenyszám       | Pont      | Helyezés  | Pont    | Helyezés |
| --------------- | ----------------- | --------- | --------- | ------- | -------- |
| Martin Strempfl | Férfi légpuska    | 627       | 13.       | kiesett | kiesett  |
| Sylvia Steiner  | Női légpisztoly   | 573       | 15.       | kiesett | kiesett  |
| Sylvia Steiner  | Női sportpisztoly | 577       | 29.       | kiesett | kiesett  |

## Sportmászás
| Versenyző      | Versenyszám  | Selejtező  | Selejtező  | Selejtező  | Selejtező  | Selejtező | Selejtező | Összesítés | Összesítés | Döntő      | Döntő      | Döntő      | Döntő      | Döntő     | Döntő     | Összesítés | Összesítés |
| Versenyző      | Versenyszám  | Gyorsasági | Gyorsasági | Bouldering | Bouldering | Nehézségi | Nehézségi | Összesítés | Összesítés | Gyorsasági | Gyorsasági | Bouldering | Bouldering | Nehézségi | Nehézségi | Összesítés | Összesítés |
| Versenyző      | Versenyszám  | Idő        | Hely       | Pont       | Hely       | Pont      | Hely      | Pont       | Hely       | Idő        | Hely       | Pont       | Hely       | Pont      | Hely      | Pont       | Hely       |
| -------------- | ------------ | ---------- | ---------- | ---------- | ---------- | --------- | --------- | ---------- | ---------- | ---------- | ---------- | ---------- | ---------- | --------- | --------- | ---------- | ---------- |
| Jakob Schubert | Férfi egyéni | 6,70       | 12         | 1T3z 2 13  | 7          | 42+       | 1.        | 84         | 4.         | 6,76       | 7          | 1T3z 1 7   | 5          | cél       | 1.        | 35         | Bronz      |
| Jessica Pilz   | Női egyéni   | 8,51       | 11         | 1T3z 3 5   | 9          | 33+       | 2.        | 198        | 6.         | 8,43       | 6          | 0T2z 0 10  | 5          | 34+       | 3         | 90         | 7.         |

## Súlyemelés
| Versenyző          | Versenyszám   | Szakítás | Lökés  | Összesen | Helyezés |
| ------------------ | ------------- | -------- | ------ | -------- | -------- |
| Sargis Martirosjan | Férfi +109 kg | 180 kg   | 201 kg | 381 kg   | 10.      |
| Sarah Fischer      | Női +87 kg    | 97 kg    | 123 kg | 220 kg   | 10.      |

## Szinkronúszás
| Versenyző                             | Versenyszám | Technikai gyakorlat | Technikai gyakorlat | Selejtező        | Selejtező  | Selejtező  | Döntő            | Döntő      | Döntő      | Helyezés |
| Versenyző                             | Versenyszám | Technikai gyakorlat | Technikai gyakorlat | Szabad gyakorlat | Összesítés | Összesítés | Szabad gyakorlat | Összesítés | Összesítés | Helyezés |
| Versenyző                             | Versenyszám | Pont                | Hely.               | Pont             | Pont       | Hely.      | Pont             | Pont       | Hely.      | Helyezés |
| ------------------------------------- | ----------- | ------------------- | ------------------- | ---------------- | ---------- | ---------- | ---------------- | ---------- | ---------- | -------- |
| Anna-Maria Alexandri Eirini Alexandri | Páros       | 90,3773             | 7                   | 90,5000          | 180,8773   | 7          | 91,8000          | 182,1773   | 7          | 7.       |

## Tenisz
| Versenyző                    | Versenyszám | 32-es főtábla                 | Nyolcaddöntő              | Negyeddöntő | Elődöntő | Bronz- mérkőzés | Döntő   | Helyezés |
| ---------------------------- | ----------- | ----------------------------- | ------------------------- | ----------- | -------- | --------------- | ------- | -------- |
| Oliver Marach Philipp Oswald | Férfi páros | Millman/Saville (AUS) 7-5;6-2 | Cabal/Farah (COL) 4-6;1-6 | kiesett     | kiesett  | kiesett         | kiesett | kiesett  |

## Tollaslabda
| Versenyző   | Versenyszám | Csoportkör                                           | Hely | Nyolcaddöntő | Negyeddöntő | Elődöntő | Bronz- mérkőzés | Döntő   | Helyezés |
| ----------- | ----------- | ---------------------------------------------------- | ---- | ------------ | ----------- | -------- | --------------- | ------- | -------- |
| Luka Wraber | Férfi egyes | Axelsen (DEN) 12-21;11-21 Koljonen (FIN) 13-21;17-21 | 3.   | kiesett      | kiesett     | kiesett  | kiesett         | kiesett | kiesett  |

## Torna
| Versenyző      | Versenyszám      | Selejtező | Selejtező | Döntő    | Döntő    |
| Versenyző      | Versenyszám      | Pontszám  | Helyezés  | Pontszám | Helyezés |
| -------------- | ---------------- | --------- | --------- | -------- | -------- |
| Elisa Hämmerle | Talaj            | 12,000    | 70.       | kiesett  | kiesett  |
| Elisa Hämmerle | Ugrás            | 12,533    | -         | kiesett  | kiesett  |
| Elisa Hämmerle | Felemás korlát   | 12,600    | 58.       | kiesett  | kiesett  |
| Elisa Hämmerle | Gerenda          | 11,800    | 71.       | kiesett  | kiesett  |
| Elisa Hämmerle | Egyéni összetett | 48,933    | 66.       | kiesett  | kiesett  |

## Triatlon

### Férfi
| Versenyző     | Versenyszám | 1,5 km úszás | Depózás 1 | 43 km kerékpározás | Depózás 2     | 10 km futás   | Összesítés    | Összesítés    |
| Versenyző     | Versenyszám | Idő          | Idő       | Idő                | Idő           | Idő           | Idő           | Helyezés      |
| ------------- | ----------- | ------------ | --------- | ------------------ | ------------- | ------------- | ------------- | ------------- |
| Alois Knabl   | Férfi       | 17:55        | 0:45      | nem ért célba      | nem ért célba | nem ért célba | nem ért célba | nem ért célba |
| Lukas Hollaus | Férfi       | 18:38        | 0:40      | 57:38              | 0:29          | 31:34         | 1:48:59       | 34.           |

### Női
| Versenyző     | Versenyszám | 1,5 km úszás  | Depózás 1     | 43 km kerékpározás | Depózás 2     | 10 km futás   | Összesítés    | Összesítés    |
| Versenyző     | Versenyszám | Idő           | Idő           | Idő                | Idő           | Idő           | Idő           | Helyezés      |
| ------------- | ----------- | ------------- | ------------- | ------------------ | ------------- | ------------- | ------------- | ------------- |
| Julia Hauser  | Női         | nem ért célba | nem ért célba | nem ért célba      | nem ért célba | nem ért célba | nem ért célba | nem ért célba |
| Lisa Perterer | Női         | 20:03         | 0:42          | 1:06:14            | 0:35          | 35:26         | 2:03:00       | 27.           |

## Úszás

### Férfi
| Versenyző             | Versenyszám    | Előfutam | Előfutam | Előfutam | Elődöntő | Elődöntő | Elődöntő | Döntő    | Döntő    |
| Versenyző             | Versenyszám    | Idő      | Hely.    | Össz.    | Idő      | Hely.    | Össz.    | Idő      | Helyezés |
| --------------------- | -------------- | -------- | -------- | -------- | -------- | -------- | -------- | -------- | -------- |
| Felix Auböck          | 400 m gyors    | 3:43,91  | 2.       | 2.       |          |          |          | 3:44,07  | 4.       |
| Felix Auböck          | 800 m gyors    | 7:45,73  | 1.       | 4.       |          |          |          | 7:49,14  | 7        |
| Felix Auböck          | 1500 m gyors   | 14:51,88 | 1.       | 7.       |          |          |          | 15:03,47 | 7        |
| Bernhard Reitshammer  | 100 m hát      | 55,26    | 8.       | 35.      | kiesett  | kiesett  | kiesett  | kiesett  | kiesett  |
| Bernhard Reitshammer  | 100 m mell     | 1:00,41  | 2.       | 30.      | kiesett  | kiesett  | kiesett  | kiesett  | kiesett  |
| Bernhard Reitshammer  | 200 m vegyes   | 1:59,56  | 6.       | 32.      | kiesett  | kiesett  | kiesett  | kiesett  | kiesett  |
| Christopher Rothbauer | 200 m mell     | 2:13,19  | 8.       | 28.      | kiesett  | kiesett  | kiesett  | kiesett  | kiesett  |
| Simon Bucher          | 100 m pillangó | 52,52    | 6.       | 37.      | kiesett  | kiesett  | kiesett  | kiesett  | kiesett  |
| Heiko Gigler          | 50 m gyors     | 22,17    | 3.       | 22.      | kiesett  | kiesett  | kiesett  | kiesett  | kiesett  |

### Női
| Versenyző      | Versenyszám  | Előfutam | Előfutam | Előfutam | Elődöntő | Elődöntő | Elődöntő | Döntő   | Döntő    |
| Versenyző      | Versenyszám  | Idő      | Hely.    | Össz.    | Idő      | Hely.    | Össz.    | Idő     | Helyezés |
| -------------- | ------------ | -------- | -------- | -------- | -------- | -------- | -------- | ------- | -------- |
| Lena Grabowski | 100 m hát    | 1:01,80  | 5.       | 29.      | kiesett  | kiesett  | kiesett  | kiesett | kiesett  |
| Lena Grabowski | 200 m hát    | 2:09,77  | 3.       | 10.      | 2:10,10  | 6.       | 12.      | kiesett | kiesett  |
| Marlene Kahler | 400 m gyors  | 4:08,37  | 1.       | 17.      |          |          |          | kiesett | kiesett  |
| Marlene Kahler | 800 m gyors  | 8:36,16  | 6.       | 22.      | kiesett  | kiesett  |          |         |          |
| Marlene Kahler | 1500 m gyors | 16:20,05 | 1.       | 19.      | kiesett  | kiesett  |          |         |          |

## Vitorlázás
| Versenyző                      | Versenyszám | Futam | Futam | Futam | Futam | Futam | Futam | Futam | Futam | Futam | Futam | Futam | Futam | Futam   | Pontszám | Helyezés |
| Versenyző                      | Versenyszám | 1     | 2     | 3     | 4     | 5     | 6     | 7     | 8     | 9     | 10    | 11    | 12    | É       | Pontszám | Helyezés |
| ------------------------------ | ----------- | ----- | ----- | ----- | ----- | ----- | ----- | ----- | ----- | ----- | ----- | ----- | ----- | ------- | -------- | -------- |
| Benjamin Bildstein David Hussl | Férfi 49er  | 10    | 17    | 6     | 4     | 9     | 9     | 10    | 5     | 16    | 7     | 15    | 13    | kiesett | 104      | 10.      |
| Lorena Abicht Tanja Frank      | Női 49erFX  | 11    | 13    | 9     | 11    | 12    | DNF   | 19    | 7     | 9     | 17    | 16    | 20    | kiesett | 144      | 17.      |
| Thomas Zajac Barbara Matz      | Nacra 17    | 3     | 10    | 8     | 14    | 13    | 5     | 12    | 13    | 9     | 4     | 12    | 11    | kiesett | 100      | 11.      |